# Hylomyscus denniae
Hylomyscus denniae is een knaagdier uit het geslacht Hylomyscus.

## Verspreiding
Deze soort komt voor in de Ruwenzori-bergen van West-Oeganda en nabijgelegen delen van de Democratische Republiek Congo, op 1890 tot 4040 m hoogte. Populaties in Kenia, Rwanda, Burundi, Tanzania, Zambia, Malawi en andere delen van de Democratische Republiek Congo die voorheen tot H. denniae werden gerekend, worden nu in andere soorten geplaatst (Hylomyscus arcimontensis, Hylomyscus anselli, Hylomyscus endorobae en Hylomyscus vulcanorum. H. anselli en H. arcimontensis worden zelfs niet meer tot de H. denniae-groep gerekend. Deze soort verschilt morfometrisch van de andere soorten uit de groep.